# Egbert Juffer
Egbert Juffer (Elspeet, 22 april 1991) is een Nederlandse zanger en componist.

## Biografie

### Persoonlijk
Juffer woont sinds 2013 in Schotland op het eiland Skye. Hij groeide op in Nederland, als een van de kinderen van een streng-gereformeerde predikant. In diverse media heeft Juffer verklaard over de mishandelingen thuis en de (gewonnen) rechtszaken die hij daarover aanspande.

### Opleiding
Juffer volgde in Nederland een klassieke zangstudie bij muziek- en zangpedagoge Annette Essers, volgens de klankmethode van bariton Charles Panzéra, en bij Jos Dingemanse. Naast deze zangopleiding bekwaamde Juffer zich onder meer in koordirectie, piano en muziektheoretische vakken. In 2014 vervolgde hij zijn klassieke zangopleiding in Schotland bij Ann Lampard MBE en in 2016 behaalde hij aan Trinity College London het Associate-diploma in klassieke zang met onderscheiding. Daarnaast studeerde Juffer de vakken muziektheorie, compositie en piano bij Gareth Green, en hij behaalde tijdens deze studies onder meer het ABRSM grade 8-certificaat in muziektheorie (2016), het Associate-diploma in muziektheorie aan de London College of Music (2017), alsmede diverse certificaten en het Associate-diploma in Compositie aan de London College of Music (2019).

### Carrière
Juffer zong oorspronkelijk met name Nederlandstalige geestelijke muziek en negrospirituals, maar richtte zich later op het klassieke lied. Hij heeft opgetreden voor diverse regionale omroepen en de Reformatorische Omroep. Als klassiek zanger verleende Egbert medewerking aan recitals en concerten, en zong hij tenorrollen in opera en oratoria. Als componist schrijft Egbert vooral instrumentale composities, waarvan met name zijn werken voor orgel zijn uitgegeven.

## Albums

### Soloalbums
- Christmas Carols, Egbert Juffer, 2020
- Golden Christmas Classics, Egbert Juffer, 2012
- Egbert Juffer zingt Psalmen (live), Fugate Records, 2011
- Het licht schijnt overal (Kerst met Egbert Juffer), HOVO Records, 2010
- Egbert Juffer zingt Psalmen vanuit de Martinikerk te Bolsward, Fugate Records, 2010
- Meer dan ooit, Interclassic Music, 2010

### Verzamelalbums
- Finale!, Interclassic Music, 2009

### Overige albums
- Kriston en Evelien musiceren, Fugate Records, 2010

## Composities
- Preludium voor Orgel, 2019[8]
- Sortie in F majeur voor Orgel, 2018[9]
- Passacaglia in D mineur voor Orgel, 2018[10]